# Liberace
Wladziu Valentino Liberace (West Allis, 16 de maio de 1919 — Palm Springs, 4 de fevereiro de 1987) foi um pianista, cantor, ator e showman americano.
Liberace desfrutou de uma carreira que abrange quatro décadas de concertos, gravações, televisão, filmes e endossos. No auge de sua fama, das décadas de 1950 a 1970, Liberace era o artista mais bem pago no mundo, com residências e concertos estabelecidas em Las Vegas e uma agenda de turnês internacionais. Liberace adotou um estilo de vida de excesso extravagante dentro e fora do palco, adquirindo o apelido de "Sr. Showmanship" (Senhor Espetáculo).

## Biografia
Liberace nasceu numa família de músicos. Seu pai, o italiano Salvatore Liberace (1885-1977), tocava trompa na Orquestra Filarmônica de Milwaukee. Sua mãe, a polaco-americana Frances Zuchowski (1892-1980), tocava piano. Seu irmão George era violinista. Desde muito cedo o menino demonstrou uma aptidão excepcional pelo piano. Quando tinha sete anos, tocou para Paderewski, que, impressionado com a precocidade do rapaz, ajudou-o a entrar como bolsista no Colégio de Música de Wisconsin. Os estudos do jovem estenderam-se por dezessete anos. Com apenas onze anos, ele foi solista num concerto com orquestra e, durante sua adolescência, apareceu tocando com importantes orquestras.
Parecia que Liberace iria tornar-se um pianista clássico; porém, ao apresentar um recital, escolheu tocar como encore não uma obra de um compositor erudito, mas sim um arranjo virtuosístico de uma música popular. Nascia assim o showman Liberace. Um pianista extraordinariamente treinado sob o ponto de vista da escola tradicional do piano, mas que ousou fazer o inusitado, usar toda a sua arte não apenas num repertório clássico, mas também na música popular. Além de tocar, ele cantava e dançava. Posteriormente Liberace jamais executaria qualquer canção sem um arranjo pessoal e inimitável. Sua inesgotável capacidade pianística levou-o a ser chamado de o "Liszt de Las Vegas".
A partir de 1953, apresenta um programa semanal na televisão em rede nacional. Nesta década, Liberace processa alguns jornais que publicaram matérias alegando sua suposta homossexualidade. Seu vestuário era ao mesmo tempo luxuoso e espalhafatoso. Uma exposição de alguns dos valiosos bens pertencentes a Liberace é realizada em Hollywood, na Califórnia em 1966. Liberace era um notório colecionador, principalmente de mobiliário antigo, pianos antigos e carros de luxo. Entre os muitos pianos que chegou a possuir, havia um que pertencera a Chopin e outro que pertencera a George Gershwin.
Em 1973, Liberace publica sua autobiografia. Em Las Vegas, é inaugurado, em 1979, o Museu Liberace, uma oportunidade para seus admiradores verem seus pianos, carros, e outros objetos. No auge de sua carreira, Liberace chegou a ganhar cerca de cinco milhões de dólares anualmente, tendo construído cinco luxuosas mansões. Nunca antes, na história da música, um instrumentista havia ganho tanto dinheiro.

## Morte
Em 1980, a morte de sua mãe deixa-o profundamente abalado. Seu irmão George morre de leucemia em 1983. Sua última aparição pública foi em novembro de 1986, no Radio City Music Hall, em Nova Iorque. Três meses após, morreria aos 67 anos por complicações causadas pelo vírus da AIDS, em sua residência de Palm Springs, na Califórnia. Seus restos mortais jazem, juntamente com os de sua mãe e seu irmão, em um túmulo encimado por uma bela estátua, no Cemitério Forest Lawn, em Hollywood, Los Angeles.